# 아카데미아 미술관 (피렌체)

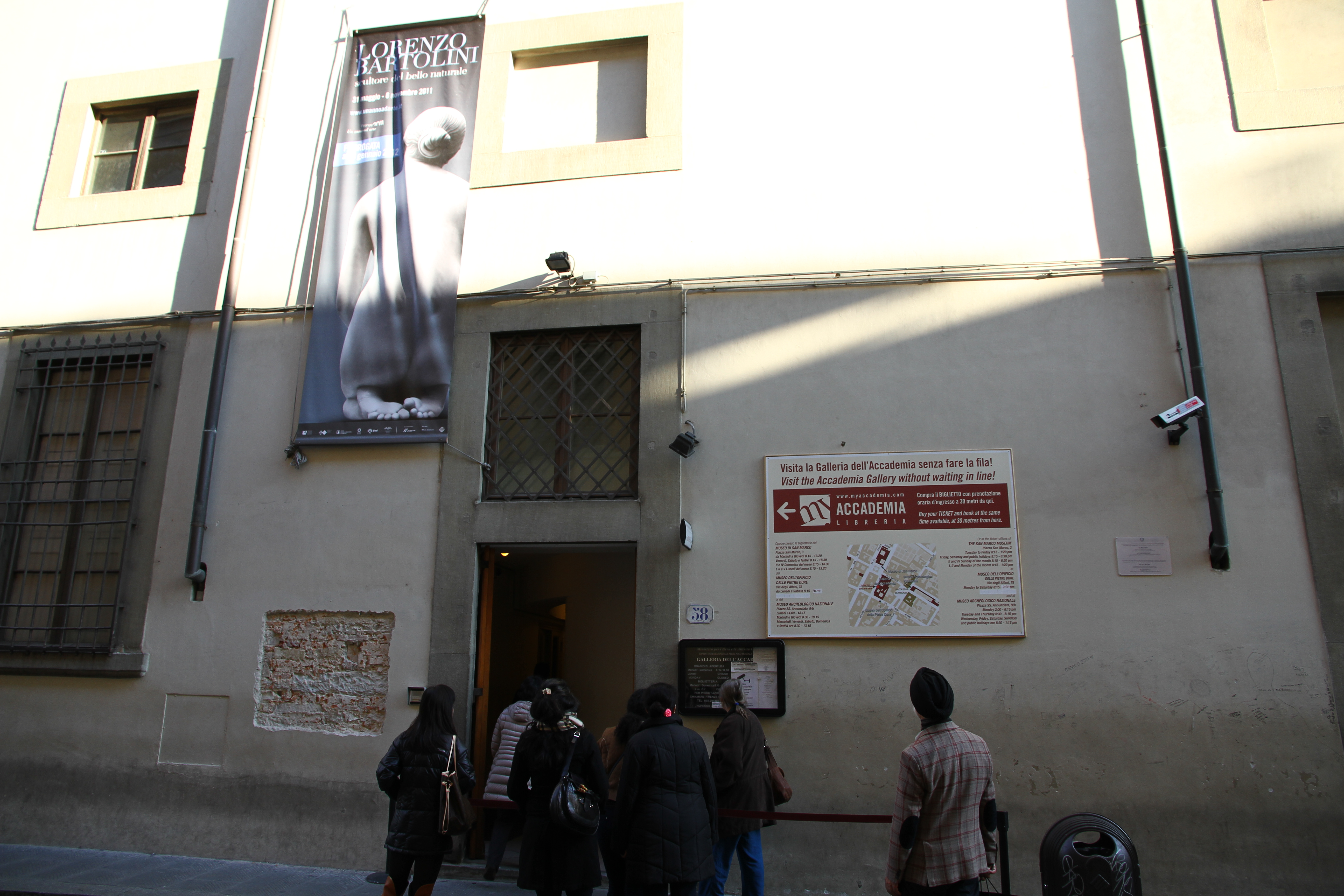
아카데미아 미술관 입구

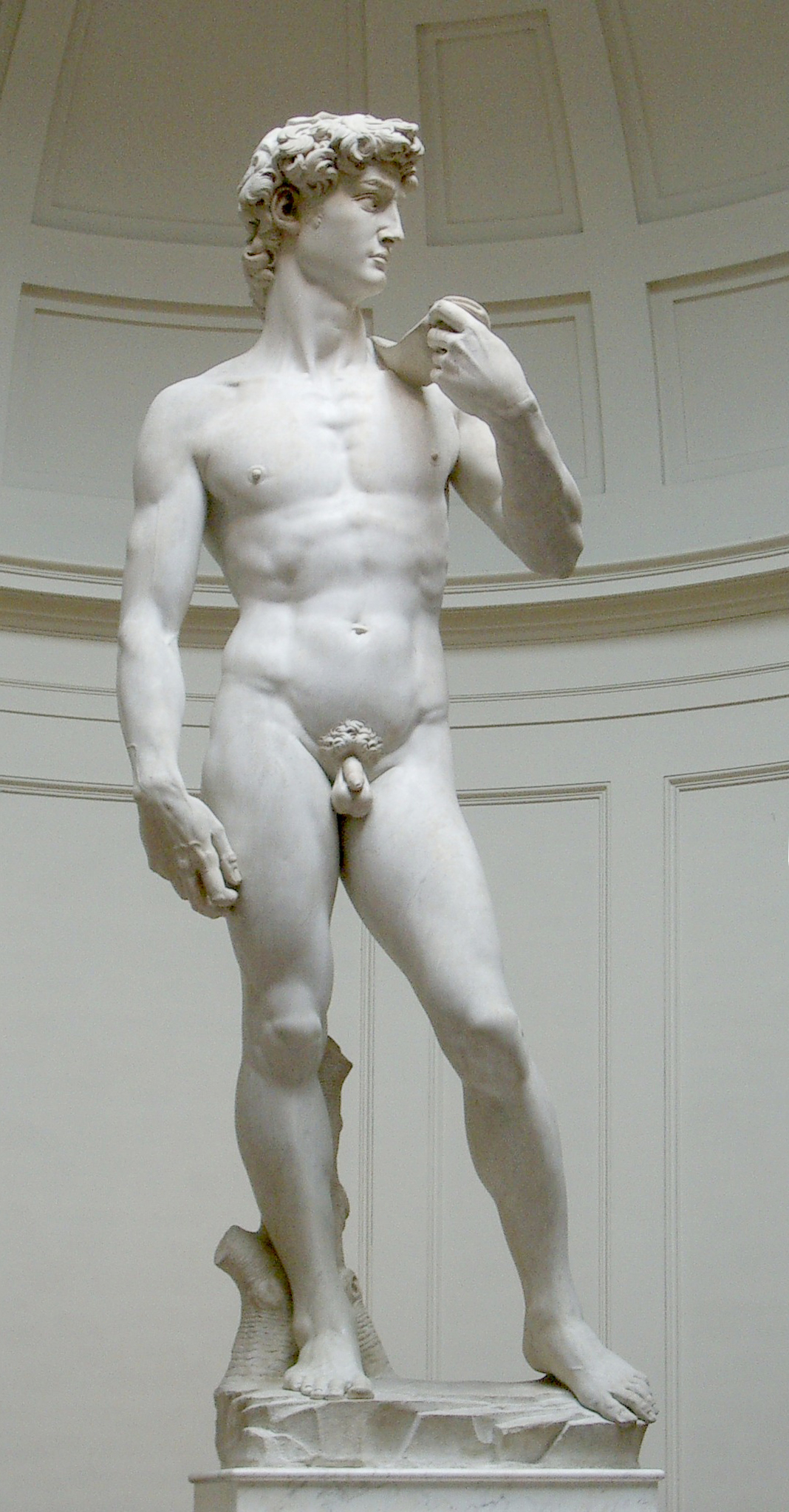
다비드 (미켈란젤로)

아카데미아 미술관(이탈리아어: Galleria dell'Accademia)은 이탈리아 피렌체에 있는 미술관이다. 미켈란젤로의 다비드가 있는 것으로 가장 잘 알려져 있다. 또한 미켈란젤로의 다른 조각품과 대부분 1300-1600년 기간(트레첸토에서 후기 르네상스까지)의 피렌체 예술가들의 대규모 그림 컬렉션이 있다. 피렌체의 주요 미술관인 우피치보다 작고 전문화되어 있다. 이 미술관은 피렌체 미술 아카데미(Accademia di Belle Arti)에 인접해 있지만, 비슷한 이름에도 불구하고 별다른 관련은 없다.
2016년에는 146만 명의 방문객이 방문하여 우피치 미술관(202만 명)에 이어 이탈리아에서 두 번째로 많이 방문한 미술관이 되었다.

## 역사
아카데미아 미술관은 1784년 투스카니 대공 피에트로 레오폴트에 의해 설립되었다.
2001년 악기 박물관(Museo degli strumenti musici) 컬렉션이 열렸다. 여기에는 피렌체 음악원에서 인수한 스트라디바리우스, 니콜라 아마티 및 바르톨로메오 크리스토포리가 만든 악기가 포함되었다.

## 작품
아카데미아 미술관은 1873년부터 미켈란젤로의 원본 다비드상을 소장하고 있다. 조각품은 보존을 위해 아카데미아로 옮겨졌다고 한다. 그러나 다른 요인들이 시뇨리아 광장의 이전 야외 위치에서 옮겨온 것과 관련이 있다. 원래 의도는 예술가 탄생 400주년을 기념하기 위해 독창적인 조각과 그림으로 “미켈란젤로 박물관”을 만드는 것이었다. 오늘날, 갤러리의 미켈란젤로 작품 컬렉션에는 교황 율리오 2세의 무덤을 위해 만든 그의 미완성 ‘포로’(Prisoners) 4점과 미완성인 성 마태의 동상이 포함되었다. 1939년 팔레스트리나의 바르베리니 예배당에서 발견된 팔레스트리나 피에타(Palestrina Pieta)와 함께 발견되었지만, 전문가들은 미켈란젤로의 것이 의심된다고 보고 있다.
전시 중인 다른 작품들로는 파올로 우첼로, 도메니코 기를란다요, 산드로 보티첼리 및 안드레아 델 사르토의 작품을 포함하여 13세기와 16세기의 피렌체 그림이 있으며, 르네상스 시대부터 잠볼로냐의 〈사비니 여인들의 강간〉의 원래 풀사이즈 석고 모델도 있다. 많은 피렌체 고딕 그림뿐만 아니라 갤러리에는 레오폴트가의 방계인 로렌 가문의 대공이 모은 러시아 아이콘 컬렉션이 있다.